# Il segreto inviolabile
Il segreto inviolabile è un film del 1939 diretto da Julio Flechner de Gomar, il quale compare anche come Julio Fleschner o Julio Fleischner.

## Produzione
Pellicola di coproduzione Italo-Spagnola diretta da Julio Flechner de Gomar, girato a Roma, presso gli studi della Titanus alla Farnesina, interpretato dalla giovane Maria Mercader, che in seguito avrà una lunga carriera nel cinema italiano degli anni 40/50.
La versione spagnola avrà il titolo di Su mayor aventura.